# (79864) Pirituba
(79864) Pirituba est un astéroïde de la ceinture principale.

## Description
(79864) Pirituba est un astéroïde de la ceinture principale. Il fut découvert le 11 décembre 1998 à Mérida par Orlando Naranjo. Il présente une orbite caractérisée par un demi-grand axe de 2,64 UA, une excentricité de 0,10 et une inclinaison de 3,7° par rapport à l'écliptique.

## Compléments